# Нікколо Піччініно
Нікколо Піччініно (*Niccolò Piccinino, 1386, Перуджа — 15 жовтня 1444, Кузаго) — військовий діяч, кондотьєр на службі Неаполітанського королівства, герцогства Міланського, Флорентійської республіки.

## Життєпис
Про родину й батьків немає відомостей. Народився в Калліщане, передмісті Перуджі. Син м'ясника, він спочатку поступив учнем до ткача, але все ж вирішив потім перебратися до Романьї та стати учнем вояка, який навчив би його мистецтву війни.
1416 року він почав свою військову кар'єру на службі у кондотьєра Браччо да Монтоне. Після того, як у 1424 році під час облоги м. Аквіли Браччо да Монтоне і його молодший син Оддо Фортебраччі загинули, Піччініно став командиром війська. В цей час тривало повстання кондотьєрів та баронів проти неаполітанської королеви Джованни II.
Того ж року пристав на службу до Флорентійської республіки, але у 1425 році під час війни з Міланом потрапив в полон (в м. Фаенца). Після цього поступив на службу до Філіпо Марія Вісконті, міланського герцога, який грошима переманив його до себе. У 1427 році брав участь в битві при Маклодіо, тоді міланці зазнали поразки від венеційців на чолі із Франческо Буссоне, графом Кармальйола. У 1430 році за наказом останнього втрутився у конфлікт в Лукканській республіці. Того ж року у битві при річці Серкйо завдав поразки Франческо Сфорца, який очолював флорентійські війська.
У 1431 році рушив на допомогу небожа Браччо да Монтоне — Нікколо Фортебраччі, що бився проти ліги на чолі із Папою Римським Євгеном IV. З успіхом діяв у Романьї, де захопив низку важливих міст. У 1432 році переміг венеційську армію в битві при Деребіо.
28 серпня 1434 року здобув перемогу над папськими військами на чолі із Ніккола да Толентіно в битві при Кастель-Болоньєзе. Очільника союзної папі армії Венеції відомого кондотьєра Гаттамелату в цій битві було поранено. Втім зрештою не зміг врятувати Фортебраччі від поразки у 1434 році. У 1436 році за наказом Вісконті спробував повернути під владу Мілану Генуезьку республіку, але не зміг здолати опір місцевого ополчення. Після цього зайняв Лукку, але під Барго поразки від Сфорца.
У 1438 під час війни між Венеційською республікою і Міланським герцогством, Піччініно воював на боці герцога Міланського. Намагався захопити місто Брешія, але втрутився загін кондотьера Скарамучча ді Форлі, що воював на боці Венеції, який запобіг облозі. У 1439 році Піччініно здобув в Ломбардії кілька перемог над Франческо Сфорца, який поступив на службу Венеції.
У 1439 році за 5 тис. дукатів перейшов на бік Папи Римського. Нікколо Піччініно зайняв Равенну, Болонью, Імолу, Форлі, загалом 20 фортець, а потім повернувся на службу до міланського герцога. Залишив намісником цих земель небожа та названого сина Франческо Піччініно, а сам рушив до Ломбардії.
У 1440 році зазнав поразки при Тенно від Сфорца, але зумів зберегти більшу частину армії. Того ж року рушив проти союзника Венеції — Флоренції. Там він спустошив Муджелло, а недалеко від Фьєзоле перехопив листи флорентійської Сеньйорії, в яких капітану Пьерджанпаоло Орсіні пропонувалося уникати бою.
Піччиніно спонукав міланського Філіпо Вісконті відправити його до Умбрії, де він, як і інші кондотьєри, сподівався завоювати собі власний домен. 29 червня 1440 року Піччініно вирушив до Сансеполькро, де залишив обоз і завербував 2 тис. солдатів з жителів міста, які ненавиділи місто-конкурент, і потім рушив на Ангіарі. На рівнині між двома містами армії герцога на чолі з Піччініно були розбиті флорентійцями під командуванням Мікелетто Аттендоло і Джампаоло Орсіні. Ця битва буде увічнена Леонардо да Вінчі в картоні «Битва при Ангіарі». Піччініно відступив до Ломбардії.
У лютому 1441 року війська Міланського герцогства під орудою Нікколо Піччініно вдерлися до низинної рівнини Брешії, намагаючись повернути її під контроль Мілану. Венеційська армія на чолі із графом Франческо Сфорца рушила з Верони на Брешію, після чого два війська зіткнулися в зайнятому міланцями Чінья. Численні спроби венеційців взяти замок Чінья не увінчалися успіхом.
У листопаді 1442 року за допомогою перуджійців Піччініно взяв в облогу місто Ассізі. Після кількох днів марних спроб знайшовся один чернець-зрадник, який вказав на прихований доступ в місто по давньоримському акведуку, завдяки чому міланські війська нарешті змогли проникнути всередину міських стін. Місто було жорстоко розграбовано і сплюндровано. Піччініно, однак, не допустив повного руйнування міста, попри те, що перуджійці пропонували йому за це 15 тис. флоринів.
У 1443 Піччініно взяв в облогу Монтелеоне д'Орвієто і через місяць, довівши місто до голоду, намагався схопити Уголіно ді Монтемарте да Корбара. Уголіно був змушений залишити Монтелеоне, а також Монтегаббіоне і Карнайолу. В цей час став прохати від Філіпо Марії Вісконті отримати у спадковий домен місто П'янченцу. Натомість його відкликав міланський герцог, а під час його відсутності міланські війська були розбиті при Монтольмо. Слідом за цим Вісконті припинив війну. Це дуже вразило Нікколо Піччініно, що вважав такі дії герцога зрадою. У 1444 році захворів на водянку й помер у м. Кузаго.

## Родина
Дружина — Габріела да Сесто
Діти:
- Якопо Піччініно (1423—1465), італійський кондотьєр